# 荻上チキ/履歴
以下の履歴は、初版から特定版削除依頼（Wikipedia:削除依頼/荻上チキ）前迄の「荻上チキ」履歴です。時刻表示はJST (UTC +9:00) です。
- (最新版) (前の版)  2009年3月15日 (日) 14:14 ４行ＤＡ (会話 | 投稿記録) (2,632 バイト) (加筆、調整、出典追加) (取り消し)
- (最新版) (前の版)  2008年12月16日 (火) 13:23 禁断の地エウレカ (会話 | 投稿記録) M (1,744 バイト) (→外部リンク) (取り消し)
- (最新版) (前の版)  2008年12月16日 (火) 13:21 禁断の地エウレカ (会話 | 投稿記録) M (1,742 バイト) (取り消し)
- (最新版) (前の版)  2008年11月27日 (木) 23:34 Racaille (会話 | 投稿記録) M (1,429 バイト) (付記) (取り消し)
- (最新版) (前の版)  2008年11月26日 (水) 07:47 218.127.137.92 (会話) (1,319 バイト) (取り消し)
- (最新版) (前の版)  2008年11月23日 (日) 12:00 210.194.4.112 (会話) (1,667 バイト) (タイトル名本人の外部リンクは認められているはず。) (取り消し)
- (最新版) (前の版)  2008年10月19日 (日) 16:53 218.127.137.92 (会話) (1,319 バイト) (取り消し)
- (最新版) (前の版)  2008年8月26日 (火) 17:02 221.184.238.107 (会話) (1,667 バイト) (取り消し)
- (最新版) (前の版)  2008年8月23日 (土) 18:42 116.80.225.78 (会話) (1,691 バイト) (取り消し)
- (最新版) (前の版)  2008年8月21日 (木) 04:03 トニオ (会話 | 投稿記録) (1,819 バイト) (取り消し)
- (最新版) (前の版)  2008年8月11日 (月) 16:39 133.19.126.4 (会話) (1,795 バイト) (→著書) (取り消し)
- (最新版) (前の版)  2008年7月20日 (日) 13:06 60.40.158.115 (会話) (1,663 バイト) (取り消し)
- (最新版) (前の版)  2008年7月20日 (日) 04:57 122.218.63.9 (会話) (1,687 バイト) (取り消し)
- (最新版) (前の版)  2008年7月2日 (水) 18:15 133.19.126.5 (会話) (1,663 バイト) (取り消し)
- (最新版) (前の版)  2008年6月2日 (月) 01:12 118.152.150.182 (会話) (1,560 バイト) (取り消し)
- (最新版) (前の版)  2008年5月29日 (木) 15:24 202.213.234.1 (会話) (1,536 バイト) (→外部リンク) (取り消し)
- (最新版) (前の版)  2008年4月25日 (金) 00:56 61.21.113.109 (会話) (1,460 バイト) (取り消し)
- (最新版) (前の版)  2008年4月25日 (金) 00:56 61.21.113.109 (会話) (1,452 バイト) (取り消し)
- (最新版) (前の版)  2008年4月8日 (火) 11:41 133.19.126.5 (会話) (1,374 バイト) (取り消し)
- (最新版) (前の版)  2008年3月27日 (木) 04:04 Y-taro (会話 | 投稿記録) (1,392 バイト) (-Category:ブロガー、主観的記述) (取り消し)
- (最新版) (前の版)  2008年3月17日 (月) 14:58 トニオ (会話 | 投稿記録) (1,492 バイト) (取り消し)
- (最新版) (前の版)  2008年2月25日 (月) 18:11 61.201.194.201 (会話) (1,471 バイト) (取り消し)
- (最新版) (前の版)  2008年1月30日 (水) 14:22 122.18.108.123 (会話) (1,375 バイト) (本人は本名をさらされたくないようですし、非公開となっています。) (取り消し)
- (最新版) (前の版)  2008年1月12日 (土) 14:56 トニオ (会話 | 投稿記録) (1,399 バイト) (取り消し)
- (最新版) (前の版)  2008年1月12日 (土) 13:46 R28Bot (会話 | 投稿記録) M (1,375 バイト) (Bot: Removing Category:ブロガー (WP:BOTREQ#Category:ブロガーの除去依頼)) (取り消し)
- (最新版) (前の版)  2008年1月9日 (水) 16:46 Number (会話 | 投稿記録) (1,400 バイト) (取り消し)
- (最新版) (前の版)  2007年12月21日 (金) 18:21 HALPHA (会話 | 投稿記録) (1,375 バイト) (取り消し)
- (最新版) (前の版)  2007年12月6日 (木) 08:13 201.35.222.59 (会話) (1,349 バイト) (表記の統一、および修正。) (取り消し)
- (最新版) (前の版)  2007年12月2日 (日) 16:00 133.19.126.5 (会話) (1,370 バイト) (取り消し)
- (最新版) (前の版)  2007年12月2日 (日) 14:05 1029man (会話 | 投稿記録) M (964 バイト) (取り消し)
- (最新版) (前の版)  2007年12月2日 (日) 10:23 210.194.4.37 (会話) (878 バイト) (→外部サイト) (取り消し)
- (最新版) (前の版)  2007年12月1日 (土) 06:57 210.194.4.86 (会話) (778 バイト) (→外部サイト) (取り消し)
- (最新版) (前の版)  2007年12月1日 (土) 06:55 210.194.4.86 (会話) (748 バイト) (取り消し)
- (最新版) (前の版)  2007年11月30日 (金) 23:00 Championship2006 (会話 | 投稿記録) (725 バイト) (取り消し)
- (最新版) (前の版)  2007年11月30日 (金) 22:59 210.194.4.86 (会話) (714 バイト) (取り消し)
- (最新版) (前の版)  2007年11月30日 (金) 22:58 210.194.4.86 (会話) (703 バイト) (←新しいページ: '荻上チキは、『ウェブ炎上』の著者。自称男性。「荻上式」や「ジェンダーフリーとは」というサイトも運営してい...')